# McLaren MCL35M
McLaren MCL35/M är en Formel 1-bil, som designades under ledning av James Key och konstruerades av McLaren för att tävla i Formel 1-världsmästerskapet.
MCL35 representerade en betydande utveckling jämfört med sin föregångare, MCL34, med en ny aerodynamisk design som ökade effektiviteten och var bättre optimerad för Renault-motorer. Bilen var ursprungligen tänkt att endast tävla under säsongen 2020, men eftersom mästerskapet påverkades kraftigt av covid-19-pandemin förlängdes livslängden för alla 2020-bilar till säsongen 2021. McLaren tillverkade en uppgraderad version av bilen, McLaren MCL35M, för 2021 års mästerskap när stallet åter kom till att använda Mercedes-motorer.
MCL35 gjorde sin debut vid Österrikes Grand Prix 2020 efter att säsongsstarten försenades av covid-19-pandemin. Den kördes av Carlos Sainz Jr. och Lando Norris. McLaren slutade på tredje plats i konstruktörsmästerskapet för första gången sedan 2012 och nådde pallplatser vid både Österrikes och Italiens Grand Prix, samtidigt som han tog tre snabbaste varv och satte ett banrekord.
2021 kördes MCL35M av Norris och Daniel Ricciardo. Den uppdaterade bilen gjorde sin tävlingsdebut vid säsongens första race, Bahrains Grand Prix 2021. Under loppet av säsongen uppnåddes två snabbaste varv, en pole position och fem pallplatser med den uppdaterade bilen. Bilen tog McLarens första vinst sedan 2012 och första ett-två-resultatet sedan 2010 vid Italiens Grand Prix. McLaren slutade fyra i konstruktörsmästerskapet och tappade tredjeplatsen till Ferrari.
Båda varianterna av bilen ansågs vara konkurrenskraftiga och de två säsonger den användes under såg en avsevärd förbättring av stallets resultat. McLaren var regelbundet det tredje snabbaste stallet och betydligt närmare de två bästa än vad som varit fallet sedan turbohybrid-eran började säsongen 2014.

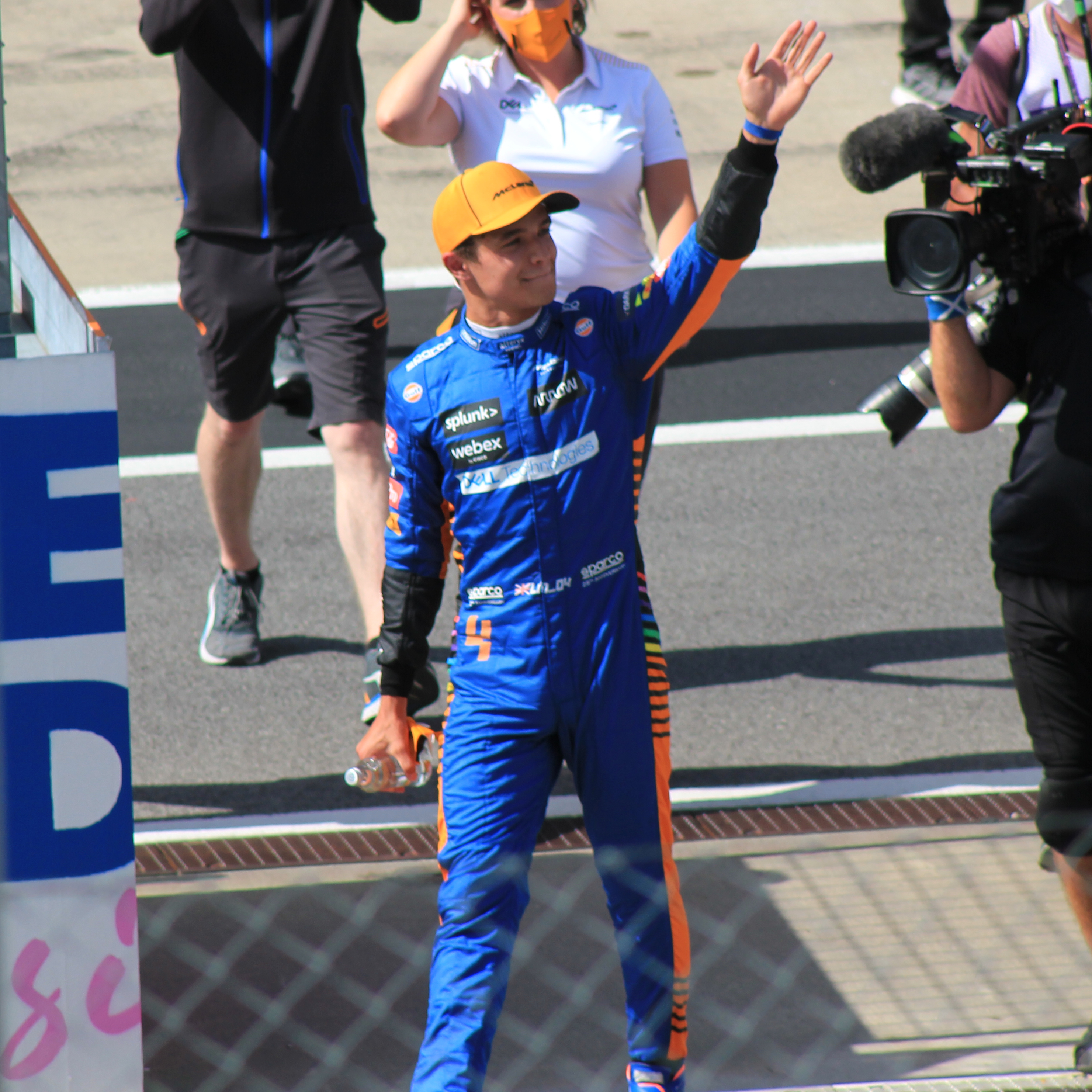
Norris kvalificerade som tvåa för Österrikes Grand Prix 2021, hans bästa start på startfältet i sin karriär vid detta tillfälle och McLarens bästa sedan 2012, och slutade på en pallplats för andra året i rad.
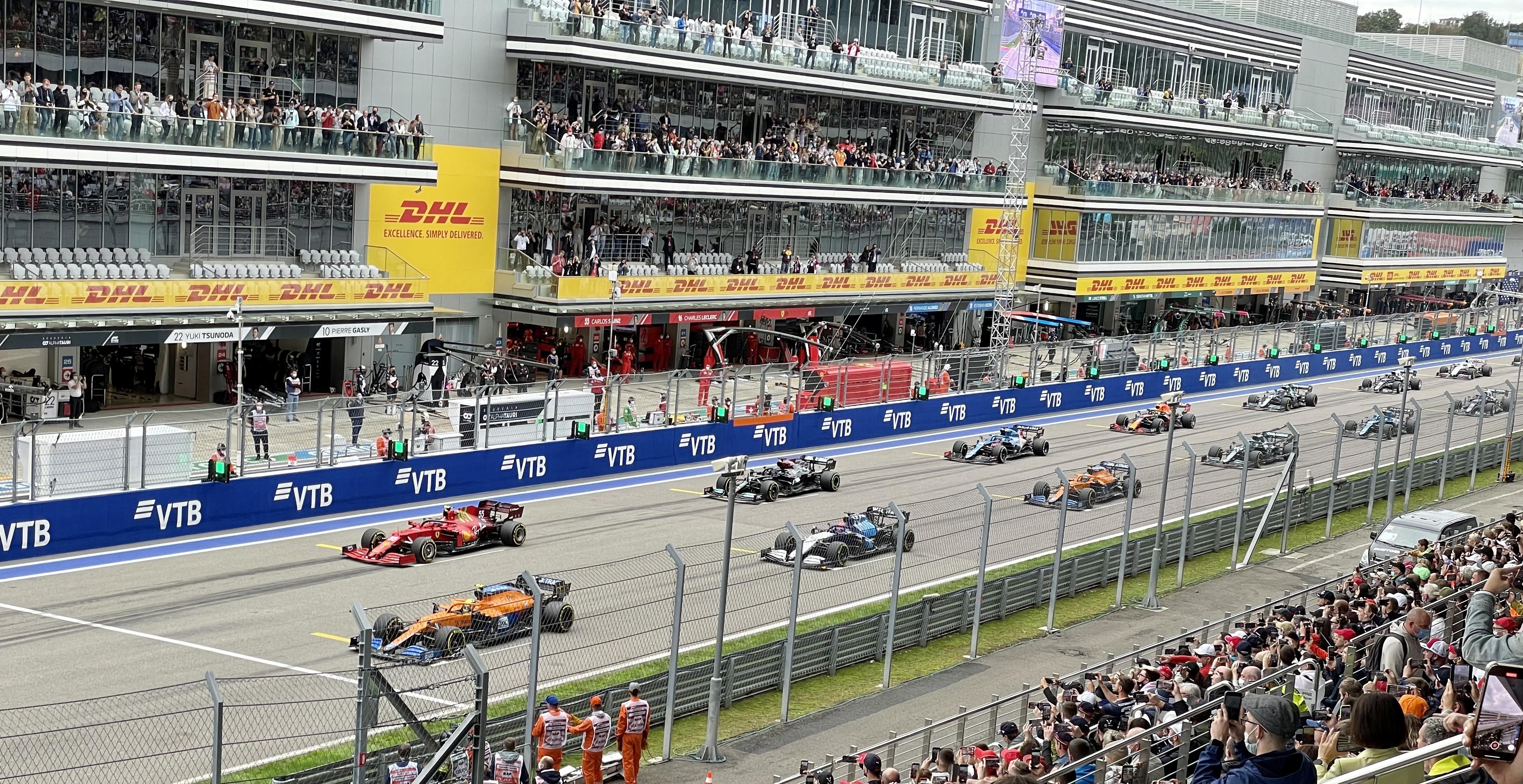
Norris startade på pole position för första gången i sin Formel 1-karriär vid Rysslands Grand Prix 2021. Ricciardo är också synlig från tredje startled.

## Resultat
| Säsong | Stall   | Chassi | Motor                                  | Däck | Förare           | Grand Prix | Grand Prix | Grand Prix | Grand Prix | Grand Prix | Grand Prix | Grand Prix | Grand Prix | Grand Prix | Grand Prix | Grand Prix | Grand Prix | Grand Prix | Grand Prix | Grand Prix | Grand Prix | Grand Prix | Grand Prix | Grand Prix | Grand Prix | Grand Prix | Grand Prix | Poäng | Konstruktörsmästerskapet |
| ------ | ------- | ------ | -------------------------------------- | ---- | ---------------- | ---------- | ---------- | ---------- | ---------- | ---------- | ---------- | ---------- | ---------- | ---------- | ---------- | ---------- | ---------- | ---------- | ---------- | ---------- | ---------- | ---------- | ---------- | ---------- | ---------- | ---------- | ---------- | ----- | ------------------------ |
| 2020   | McLaren | MCL35  | Renault E-Tech 20 1.6 V6 t             | P    |                  | ÖST        | STY        | UNG        | STO        | 70Å        | SPA        | BEL        | ITA        | TOS        | RYS        | EIF        | POR        | EMI        | TUR        | BAH        | SAK        | ABU        |            |            |            |            |            | 202   | 3                        |
| 2020   | McLaren | MCL35  | Renault E-Tech 20 1.6 V6 t             | P    | Lando Norris     | 3          | 5          | 13         | 5          | 9          | 10         | 7          | 4          | 6          | 15         | DNF        | 13         | 8          | 8          | 4          | 10         | 5          |            |            |            |            |            | 202   | 3                        |
| 2020   | McLaren | MCL35  | Renault E-Tech 20 1.6 V6 t             | P    | Carlos Sainz Jr. | 5          | 9          | 9          | 13         | 13         | 6          | DNS        | 2          | DNF        | DNF        | 5          | 6          | 7          | 5          | 5          | 4          | 6          |            |            |            |            |            | 202   | 3                        |
| 2021   | McLaren | MCL35M | Mercedes F1 M12 E Performance 1.6 V6 t | P    |                  | BAH        | EMI        | POR        | SPA        | MON        | AZE        | FRA        | STE        | ÖST        | STO        | UNG        | BEL‡       | NED        | ITA        | RYS        | TUR        | USA        | MEX        | BRA        | QAT        | SAU        | ABU        | 275   | 4                        |
| 2021   | McLaren | MCL35M | Mercedes F1 M12 E Performance 1.6 V6 t | P    | Lando Norris     | 4          | 3          | 5          | 8          | 3          | 5          | 5          | 5          | 3          | 4          | DNF        | 14         | 10         | 2          | 7          | 7          | 8          | 10         | 10         | 9          | 10         | 7          | 275   | 4                        |
| 2021   | McLaren | MCL35M | Mercedes F1 M12 E Performance 1.6 V6 t | P    | Daniel Ricciardo | 7          | 6          | 9          | 6          | 12         | 9          | 6          | 13         | 7          | 5          | 11         | 4          | 11         | 1          | 4          | 13         | 5          | 12         | DNF        | 12         | 5          | 12         | 275   | 4                        |

Note
- ‡ – Endast hälften av poängen utdelades vid Belgiens Grand Prix 2021 eftersom mindre än 75% av loppet kördes på grund av oväder.